# أوسكار بوهمه
أوسكار بوهمه (بالألمانية: Oskar Böhme)‏ هو ملحن ألماني، ولد في 24 فبراير 1870 في درسدن في ألمانيا، وتوفي في 23 أكتوبر 1938.

## وصلات خارجية
- أوسكار بوهمه على موقع ميوزك برينز (الإنجليزية)